# NGC 949
إن جي سي 949 أو NGC 949 التي يرمز لها بالرمز 2MASX J02304865+3708124، هي مجرة، في كوكبة المثلث.

## الاكتشاف
اكتشفت في 21 سبتمبر 1786.